# Rok (Sušice)
Rok je malá vesnice, část města Sušice v okrese Klatovy v Plzeňském kraji. Nachází se jihovýchodně od Sušice, asi kilometr od nejbližšího předměstí, zhruba o 150 metrů výše než centrum Sušice. Rok je také název katastrálního území o rozloze 2,19 km².
Do vesnice vede pouze jedna přístupová silnice, která se na západ od Roku napojuje na silnici III. třídy spojující Sušici a Záluží. Kopec Rok severně od vesnice dosahuje nadmořské výšky 668 metrů.

## Historie
První písemná zmínka o vesnici pochází z roku 1720.

## Obyvatelstvo
| Rok            | 1869 | 1880 | 1890 | 1900 | 1910 | 1921 | 1930 | 1950 | 1961 | 1970 | 1980 | 1991 | 2001 | 2011 | 2021 |
| -------------- | ---- | ---- | ---- | ---- | ---- | ---- | ---- | ---- | ---- | ---- | ---- | ---- | ---- | ---- | ---- |
| Počet obyvatel | 81   | 90   | 121  | 84   | 87   | 91   | 84   | 57   | 59   | 58   | 59   | 40   | 47   | 48   | 41   |
| Počet domů     | 12   | 14   | 13   | 15   | 14   | 19   | 19   | 18   | 16   | 15   | 16   | 18   | 18   | 19   | 21   |

## Obecní správa
Při sčítání lidu v letech 1850–1962 Rok byl osadou obce Podmokly v okrese Sušice. Od roku 1963 je částí města Sušice v okrese Klatovy.

## Pamětihodnosti

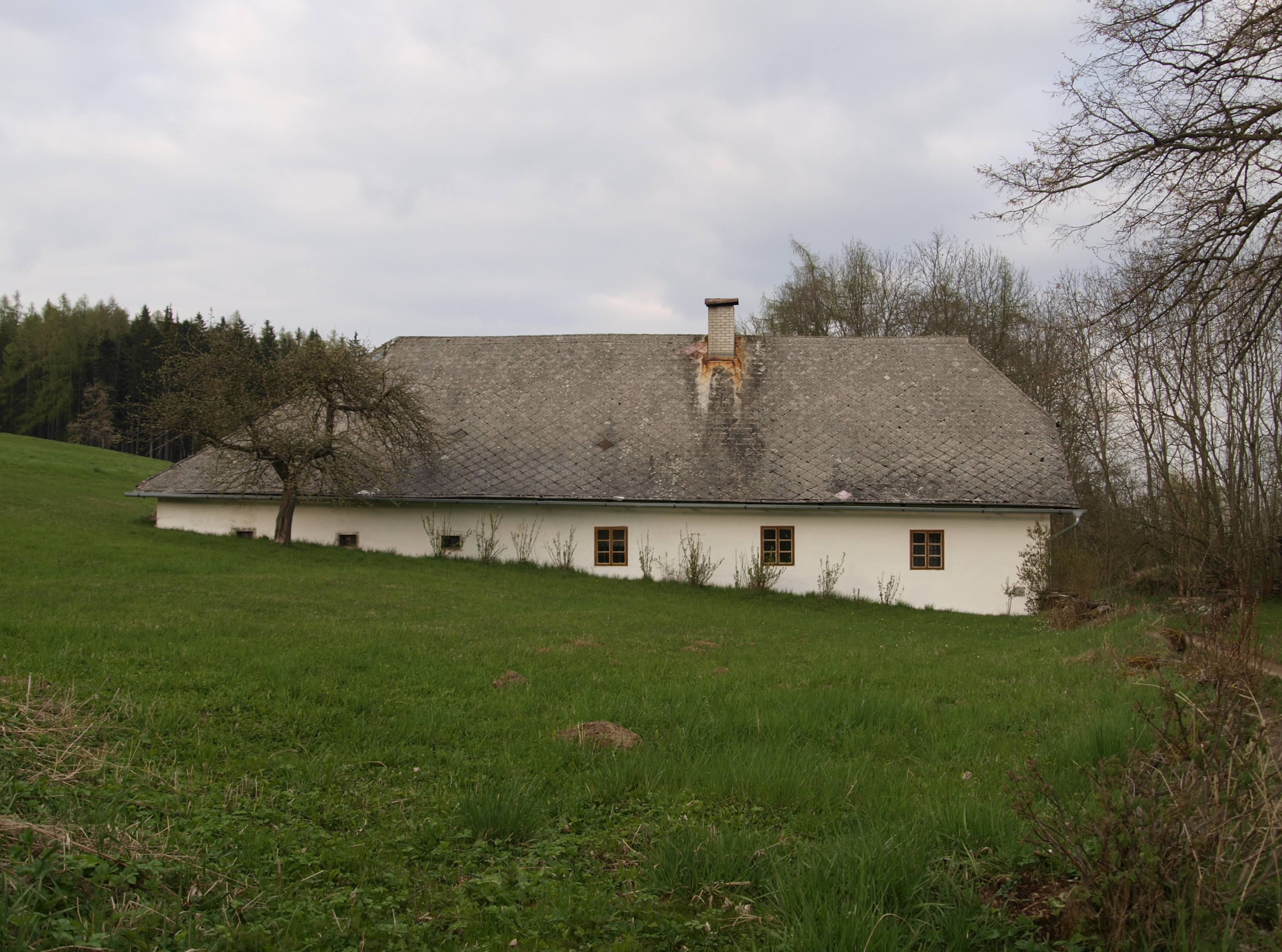
Usedlost čp. 12

- Kaple Panny Marie
- Usedlost čp. 12